# Clube Desportivo Librade
O Clube Desportivo Librade ou apenas Librade é uma agremiação esportiva sediada em Manaus, Amazonas. O clube tem trajetória esportiva exclusivamente dedicada ao futebol, tornando-se clube profissional na temporada brasileira de 2022.

## História
O Librade foi idealizado pelo seu atual presidente, Dário Melo. Dário se tornou vice-presidente da Associação de Subtenentes e Sargentos da Polícia e Bombeiros Militares do Estado do Amazonas(ASSPBMAM) em 2014. Melo tinha o sonho de criar o clube apenas após se aposentar em 2023, mas o advento da realização da Copa do Mundo de Futebol com Manaus sendo uma das sedes e o cargo que passou a ocupar na ASSPBMAM o fizeram ir adiante na ideia de criar um clube de futebol, utilizando da estrutura fornecida por essa entidade. Então, em 4 de Março de 2016, com a ajuda de amigos e familiares, fundou o Librade, compondo a equipe com jogadores do futebol amador.

### Inicio no amadorismo
O clube teve uma breve história no futebol amador de Manaus. Sua primeira partida foi disputada no dia 6 de abril de 2016 onde empatou em 0 a 0 com a equipe amadora Unidos do Beija Flor, perdendo na disputa de pênaltis por 3 a 2. O jogo valeu pelo Campeonato de Futebol Amador da ASSPBMAM. Além disso chegou a disputar o Campeonato amador "Peladão" em 2019, também sem muito sucesso.

### Primeiro torneio como federado
O clube reorganizou-se em 25 de Março de 2021 pensando em filiar-se na Federação Amazonense de Futebol. A filiação ocorreu ainda em 2021, podendo disputar torneios oficiais a partir de 2022. O primeiro torneio que disputou como agremiação federada foi o Campeonato Amazonense Sub-19 masculino. Nessa categoria estreou em 22 de Maio de 2022 perdendo para o Clíper pelo placar de 4x0 atuando no Estádio Ismael Benigno. Como um dos 9 componentes do Grupo B a equipe fez um total de 8 jogos no campeonato, vencendo um e perdendo os demais, fazendo 6 gols e tomando 40, encerrando como o 16º colocado entre 17 clubes na classificação geral. Entre as tantas goleadas que sofreu nesse início modesto, sua primeira e única vitória foi no dia 19 de Julho com um resultado de 3 a 1 sobre o Tarumã.

### Estreia profissional
O Librade estreou profissionalmente na Segunda divisão do Campeonato Amazonense de Futebol de 2022. A primeira partida oficial foi realizada em 17 de Julho no Estádio Ismael Benigno e teve como adversário o CDC Manicoré Esporte Clube e acabou sendo derrotado pelo score de 5 a 1. Coube ao jogador Ítalo fazer o primeiro gol profissional da história da agremiação. Em sua segunda partida a situação não foi melhor e acabou novamente derrotado, desta vez por 5 a 0 pelo Sul América no Estádio Municipal Carlos Zamith, dando nota de que a estreia profissional do clube não apresentaria boa campanha.

## Símbolos

### O nome
Além de militar, seu fundador é formado como engenheiro-ambiental, e isso teve influência no nome do clube, que associou causas ambientais a preceitos militares.  O nome do clube é formado pela sigla das palavras liberdade, iniciativa, bravura, responsabilidade, ação, desenvolvimento e ecologia.

### Cores
O clube adota oficialmente quatro cores: azul, vermelho, verde e amarelo. Sobre a adoção do vermelho, explica-se que é em homenagem ao Olímpico da comunidade de Itapará, interior do município de Autazes(cidade de origem de Dario Melo) . Por sua vez, o clube comunitário homenageava o Olímpico Clube de Manaus.

### Escudo
O escudo do clube consta de um escudo em estilo suíço de cor vermelha com outro menor de cor amarela em seu interior. No centro há a representação de uma árvore com a figura de um papagaio-verdadeiro em proporção desigual sobreposta. Acima há a inscrição do nome do clube e abaixo o acrônimo C.D.L. e o ano 2016, todos em cor preta.

### Uniforme
O uniforme principal do clube consiste em calção e meiões vermelhos. A camisa é verde com duas faixas transversais saindo do ombro direito, a inferior de cor amarela e a superior de cor vermelha. A bainha da manga e o colar da camisa assim como a numeração são também amarelos.

### Mascote
Como é evidenciado através de seu escudo a mascote oficial da agremiação é o papagaio-verdadeiro(Amazona aestiva), um psitacídeo comum no Brasil.